# Myrmecium rufum
Myrmecium rufum är en spindelart som beskrevs av Pierre André Latreille 1824. Myrmecium rufum ingår i släktet Myrmecium och familjen flinkspindlar. Inga underarter finns listade i Catalogue of Life.